# Sd.Kfz. 223
Der leichte Panzerspähwagen (Fu) (Sd.Kfz. 223) ist ein leichtes und leicht gepanzertes deutsches Aufklärungsfahrzeug. Es wurde noch vor dem Zweiten Weltkrieg entwickelt und dann in diesem genutzt.

## Geschichte
Bei geheimen Manövern deutscher Verbände in der Sowjetunion erkannte das Truppenamt der Reichswehr, dass der seit 1932 gebaute Spähwagen Kfz. 13 und seine Funkwagenvariante, das Kfz. 14, einige Schwächen aufwies. Auf Basis des von der Auto Union AG im  Werk Horch (Zwickau) fertig entwickelten „Einheitsfahrgestells I“ (Typ Horch 801 mit 75-PS-Motor) entwarf deshalb das Eisenwerk Weserhütte in Bad Oeynhausen einen völlig neuen gepanzerten Spähwagen. 
Der vierrädrige „leichte Panzerspähwagen (Fu)“ wurde den Aufklärungsverbänden der im März 1935 geschaffenen Wehrmacht eingegliedert. Wie in dieser Zeit bei Funkwagen üblich, zeigt das Äußere des Fahrzeugs eine auffällige Rahmenantenne, die für eine größere Reichweite der Funkanlage erforderlich war und wie beim Vorgänger Kfz. 14 abgeklappt werden konnte. Bei späteren Fahrzeugen wurde diese durch eine Sternantenne ersetzt. Zur Selbstverteidigung verfügte das Fahrzeug im offenen Aufbau wie beim Sd.Kfz. 221 über ein MG 34 in einem drehbaren Schutzschild. Bekannt sind mindestens zwei verschiedene Funkanlagen, FuG 10 in frühen Fahrzeugen und FuG 12 in späteren Versionen, die einen unterschiedlichen Platzbedarf hatten. Die Reichweite der Funkanlagen im Sd.Kfz. 223 war sehr begrenzt und diente nur Kommunikation eines Aufklärungstrupp mit der eigenen Verbandsführung. Die operativen Erfahrungen der ersten Kriegsjahre zeigte zum einen, dass ein Fahrzeug ohne MG-Bewaffnung für die Aufgabe gleich gut geeignet wäre und mehr Platz für die Funkmannschaft bieten könnte und zum anderen, dass im Gefecht der verbundenen Waffen, für die Kommunikation mit anderen Verbände weiter reichende Funkanlagen erforderlich waren. Dies führte dazu, dass ab 1941 auch die neuen Typen Sd.Kfz. 260 und 261 gebaut wurden.
Die leichten 4-Rad-Spähwagen der Wehrmacht wurden in 5 Serien gefertigt, dabei die Sd.Kfz. 223 in den Serien 1., 3., 4. und 5. mit 559 Stück. Es wurde von 1935 bis 1944 gebaut und wurde damit länger gefertigt als das Sd.Kfz. 222 und die anderen Typen.
Mit den verschiedenen Serien änderte sich u. a. die Art der Sichtluken und deren Platzierung, so dass man frühe Fahrzeuge leicht von späteren Modellen unterscheiden kann. Mit der 5. Serie wurde das Fahrgestell verändert und es kam nun das „Einheitsfahrgestell I v“ (v = verstärkt), ein hydraulisches Bremssystem und ein 3,8-Liter-Motor mit 90 PS Leistung zum Einbau.

## Technik

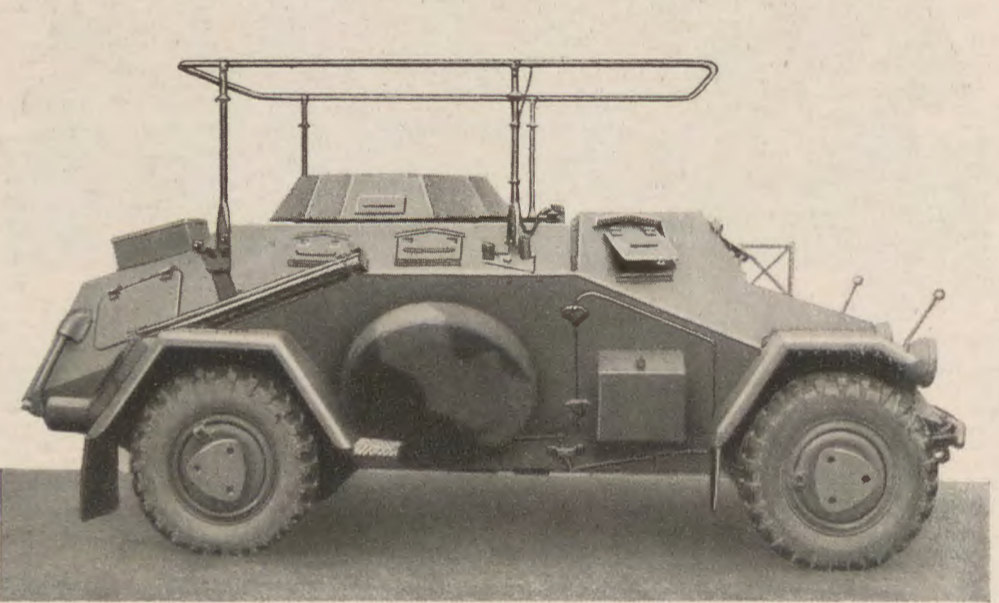
Sd.Kfz. 223 mit aufgestellter Rahmenantenne

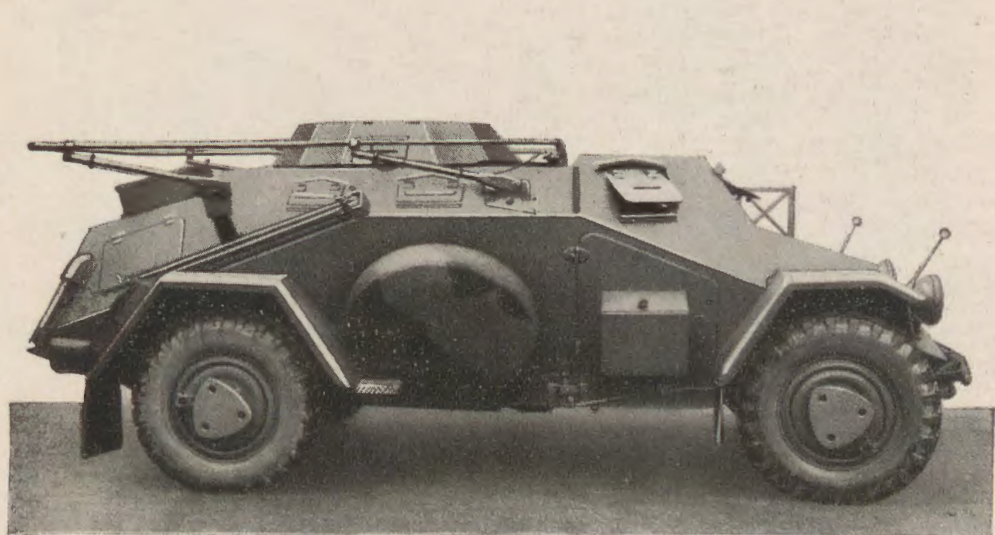
Sd.Kfz. 223 mit abgesenkter Rahmenantenne

Bei dem „Einheitsfahrgestell I“ (Typ Horch 801) mit Allradantrieb und Einzelradaufhängung war der aus dem Horch 830 stammende wassergekühlte Achtzylinder-V-Motor samt Kühler im Heck angeordnet. In der ersten bis dritten Serie wurden die Fahrgestelle speziell für die jeweiligen Panzeraufbauten der leichten Panzerspähwagen (Pz.Sp.Wg.) gefertigt. Für die Montage des MG-Drehsockel waren bei Fertigung bereits die Bohrungen im Fahrzeugrahmen angebracht. Das Fahrwerk ermöglichte die Zuschaltung einer Lenkung der Hinterräder (Allradlenkung), was einen kleineren Wendekreis ergab. Zur Wartung und zum Betrieb der Fahrzeuge sind zahlreiche Dienstvorschriften bekannt.
Die Panzeraufbauten wurden bei verschiedenen Herstellern gefertigt und hatten Stärken von 8 bis 14,5 mm, welche in entsprechenden Winkeln als beschussfest gegen die (deutsche) 7,92 mm SmK-Munition (Spitzgeschoss mit [Stahl]Kern/panzerbrechend) galten.

## Einsatz

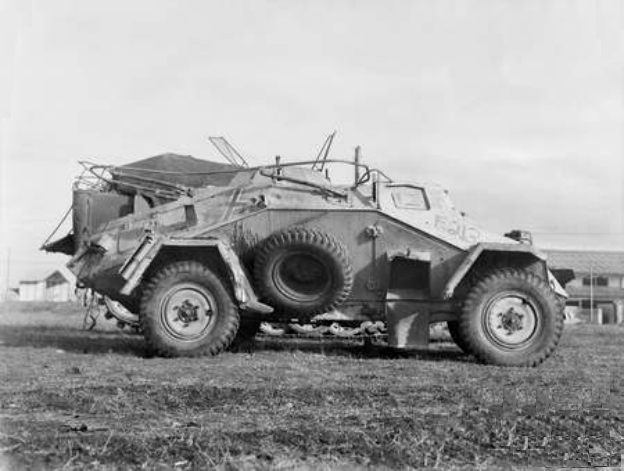
Erbeutetes Sd.Kfz. 223 in Nordafrika Juli 1942

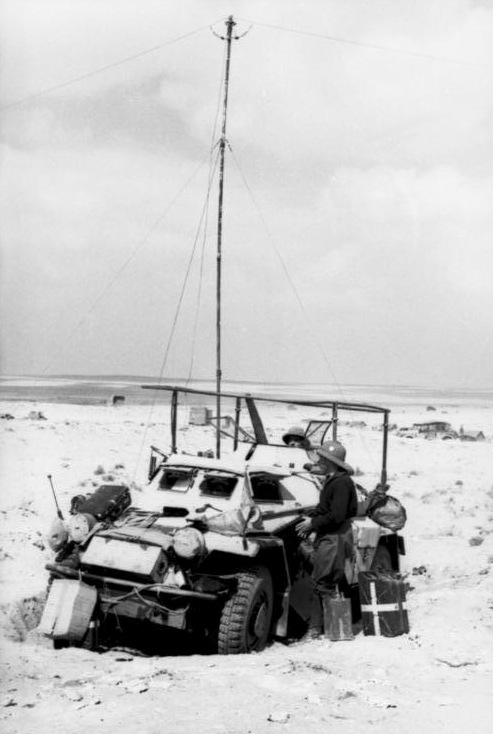
Funkstelle in Nordafrika mit aufgestelltem Funkmast

Das ursprüngliche Konzept, bei dem bis zu drei Sd.Kfz. 221 begleitet von einem Funkwagen Sd.Kfz. 223 und einem Kanonenwagen Sd.Kfz. 222 zum Schutz einen Aufklärungszug bildeten, wurde angesichts der geringen Feuerkraft und der leichten Panzerung der Sd.Kfz. 221 nicht lange beibehalten. Es ist zu bedenken, dass das Konzept in Zeiten entwickelt wurde, zu dem der Großteil der Aufklärungsverbände der Wehrmacht noch von berittenen Truppen gestellt wurde.
Die Verluste dieser Fahrzeuge der ersten Kriegsjahre waren zum größten Teil auf die schwache Panzerung zurückzuführen, da auch Panzerbüchsen und erst recht die bereits verbreiteten französischen 25 mm- und 47 mm-Panzerabwehrkanonen sowie die von den polnischen Streitkräften verwendete Bofors 37-mm-PaK das Fahrzeug zerstören konnten.

## Rezeption
Wenige Fahrzeuge blieben erhalten und befinden sich in Museen oder in privaten Sammlungen. Wegen der geringen Stückzahlen und wegen der wenigen erhaltenen Exemplare blieb das Fahrzeug im Fokus der Wehrtechnik sowie von Museen und interessierten Personen des Modellbaus.